# 阿倍小路
阿倍 小路（あべ の こみち、生年不詳 - 天平宝字8年9月18日（764年10月17日））は、奈良時代の貴族。名は子路とも記される。姓は朝臣。官位は従五位下・左少弁。

## 経歴
淳仁朝の天平宝字6年（762年）従五位下・近江介に叙任される。天平宝字8年（764年）正月に左少弁に遷るが、同年9月の藤原仲麻呂の乱では藤原仲麻呂側に加担し、敗走して同月18日に斬殺された。

## 官歴
『続日本紀』による。
- 時期不明：正六位上
- 天平宝字6年（762年） 正月4日：従五位下。正月9日：近江介
- 天平宝字8年（764年） 正月21日：左少弁。9月18日：卒去（藤原仲麻呂の乱）[1]